# Borzsovai fürdő
Csíkborzsova népi fürdője a település keleti határában, a Borzsova-patak jobb partján található.

## Története
Csíkborzsova keleti határában feltörő borvízforrások jótékony hatását már régóta ismerik és használják a környéken élők. Benkő Károly írja 1853-ban az itteni forrásokról: „... jó a köszvény, rüh, és más bőr betegségek ellen, sokan használják és dicsérik.” (Csík, Gyergyó, Kászon leírások. Két t.i. általános és részletes osztályokban). Vitos Mózes a Csíkmegyei füzetekben részletesebb leírást közöl a fürdőről. A területen feltörő három forrás közül a főforrás vizét medencébe foglalták, melyet az ízületi, reumás betegségekben szenvedők eredményesen használták. 1888-tól a község bérbe adta a fürdőszobákkal és vendégszobákkal ellátott fürdőt. A másik két forrást bőrbetegségekben (rüh) és szembetegségekben szenvedők használták.
Az 1800-as évek végén kedvelt kis népi fürdő lassan hanyatlani kezdett, a kommunizmus évei alatt teljesen tönkrement. Az utóbbi években a településen élőkben egyre inkább megfogalmazódott a fürdő újjáépítésének a gondolata. A székelyföldi fürdőépítő kaláka példájára 2011-ben helyi önkéntesek a községi és megyei önkormányzat valamint a közbirtokosság támogatásával újjáépítették a Borzsovai fürdőt. A kalákában felépített létesítmény egy nagy és három kisebb medencét, egy öltözőt és illemhelyet foglal magába.

## Jellegzetessége
A fürdőn található források vize kalcium-hidrogénkarbonátos típusú ásványvíz.

## Külső hivatkozások
- [halott link]